# Claudia Weill
Claudia Weill (Nova York, 1947) és una directora de cinema estatunidenca més coneguda per la seva pel·lícula Girlfriends (1978), protagonitzada per Melanie Mayron, Christopher Guest, Bob Balaban i Eli Wallach, realitzada independentment i venuda a Warner Brothers després de múltiples premis a Canes, Filmex i Sundance. El 2019, Girlfriends va ser seleccionada per la Biblioteca del Congrés dels Estats Units per a la seva conservació al National Film Registry per ser "significativa culturalment, històricament o estèticament".
It's My Turn (1980 per Columbia Pictures)—amb Jill Clayburgh, Michael Douglas, i Charles Grodin—va guanyar el Donatello o l'Oscar internacional al millor nou director.
Els seus treballs anteriors inclouen 30 pel·lícules per a Sesame Street, independent com a càmera, i nombrosos documentals, especialment The Other Half of the Sky: A China Memoir, un documental sobre la primera delegació de dones a la Xina el 1973, encapçalada per Shirley MacLaine, nominada a Premi Oscar i estrenat a sales i a PBS.

## Primers anys i educació
La família de Weill és jueva. El 1969 Weill es va graduar a la Universitat Harvard.

## Carrera
Weill es va traslladar a Los Angeles el 1986. Weill va començar a dirigir episodis de Thirtysomething, My So-Called Life, Once and Again, Chicago Hope, i nombrosos pilots. Més recentment ha dirigit un episodi de Girls per HBO.
Com a directora de teatre (Williamstown, The O’Neill, Sundance, ACT, Empty Space i a New York a MTC, the Public, i Circle Rep), va guanyar el premi Drama Desk al millor director per l'estrena de Donald Margulies Found a Peanut produïda per Joe Papp al Public Theater el 1984.
Va dirigir The Belle of Belfast de Nate Rufus Edelman a EST i a l'Irish Repertory Theatre de Nova York, Twelfth Night d'Anteu, l'estrena a la costa oest del guanyador del premi Pulitzer Doubt de John Patrick Shanley (amb Linda Hunt) al Pasadena Playhouse, Memory House, End Days, Tape, nombrosos tallers de Modern Orthodox, Adam Baum and the Jew Movie (Goldfarb), The Parents' Evening de Bathsheba Doran al Vineyard Playhouse, i Huck and Holden de Rajiv Joseph al Black Dahlia, entre d'altres.
El 1979 es va produir i distribuir el joc de cromos de Supersisters; en una de les cartes apareixia el nom i la imatge de Weill.
Weill ha estat professor de direcció de cinema, televisió i/o teatre a Harvard, Juilliard, Cal Arts, USC Graduate School of Cinema Studies, Columbia, The New School i Sarah Lawrence College. És mentora de dramaturgs i directors.

## Filmografia
És una llista parcial de les pel·lícules que ha dirigit:
- 1975 The Other Half of the Sky: A China Memoir
- 1978 Girlfriends
- 1980 It's My Turn[8]
- 1986 Johnny Bull (telefilm)
- 1988 Giving Up the Ghost (telafilm)
- 1991 Face of a Stranger (telefilm)
- 1992 A Child Lost Forever (telefilm)
- 1996 Critical Choices (telefilm)
- 2013 He's Way More Famous Than You com ella mateixa

## Vida personal
El 1985, Weill es va casar amb Walter S. Teller. Tenen dos fills, Sam Teller and Eli Teller.